# Sardinella richardsoni
Sardinella richardsoni es una especie de pez de la familia Clupeidae en el orden de los Clupeiformes.

## Morfología
Los machos pueden alcanzar 12 cm de longitud total.

## Hábitat
Es un pez de mar  y pelágico que se encuentra en áreas de clima tropical (30 ° N-17 ° N, 106 ° E-123 ° E) hasta los 50 m de profundidad.

## Distribución geográfica
Se encuentra en la China, incluyendo Hainan y Hong Kong.

## Costumbres
Forma bancos en las aguas costeras.